# Jitka Seitlová
Jitka Seitlová (* 17. dubna 1954 Přerov) je česká politička, geoložka a specialistka na ochranu životního prostředí. V letech 1996 až 2007 a opět od roku 2014 senátorka za obvod č. 63 – Přerov, od roku 2020 místopředsedkyně Senátu PČR, v letech 2000 až 2004 a opět 2016 až 2024 zastupitelka Olomouckého kraje. Byla členkou ODA, od roku 2017 je členka KDU-ČSL.

## Život
Absolvovala Přírodovědeckou fakultu Univerzity Jana Evangelisty Purkyně v Brně (dnes Masarykova univerzita), kde později pracovala jako asistentka výzkumu regionální geologie.
V letech 1980 až 1991 pracovala v Geotestu Brno, v letech 1991 až 1994 jako specialistka úseku státní správy Ministerstva životního prostředí. Krátce pracovala také jako oblastní manažer mezinárodní odpadářské firmy A.S.A. (Abfall service Austria), v letech 1995 až 1996 byla vedoucí referátu životního prostředí Okresního úřadu v Přerově.
Je vdaná, má dvě děti: Terezu (* 1973) a Martina (* 1981), nyní má již také tři vnoučata.

## Politické působení
V roce 1995 vstoupila do Občanské demokratické aliance, od dubna 1998 do roku 1999 byla místopředsedkyní ODA, stranu opustila v roce 2002. V roce 1996 byla za ODA zvolena senátorkou ve volebním obvodě č. 63 – Přerov, od dubna 1997 do prosince 2000 byla předsedkyní senátního klubu ODA, v roce 2002 své křeslo s podporou hnutí Nezávislí s převahou obhájila. Dne 7. února 2007 byla ve druhém kole tajné volby zvolena zástupkyní veřejného ochránce práv. Funkci převzala 14. února a zároveň rezignovala na senátorský mandát.
Mezi lety 2000 a 2004 byla zastupitelkou Olomouckého kraje, zvolena byla jako členka ODA na kandidátce Čtyřkoalice. Ve volbách do Poslanecké sněmovny PČR v roce 2013 kandidovala v Jihomoravském kraji z pozice nestraničky jako lídryně Strany zelených, ale neuspěla.
Ve volbách do Senátu PČR v roce 2014 kandidovala jako nestranička za Stranu zelených a KDU-ČSL v obvodu č. 63 – Přerov. Se ziskem 39,95 % hlasů vyhrála první kolo, a postoupila tak do kola druhého, v němž o týden později potvrdila svoje prvenství ziskem 54,26 % odevzdaných hlasů. Porazila tak člena hnutí ANO 2011 Antonína Prachaře a stala se opět senátorkou.
V krajských volbách v roce 2016 byla z pozice nestraničky za KDU-ČSL zvolena zastupitelkou Olomouckého kraje, když kandidovala za subjekt „Koalice pro Olomoucký kraj společně se starosty“ (tj. KDU-ČSL a SZ). V roce 2017 vstoupila do KDU-ČSL. Ve volbách v roce 2020 mandát krajské zastupitelky z pozice členky KDU-ČSL obhájila, a to na kandidátce subjektu „Spojenci – Koalice pro Olomoucký kraj (KDU-ČSL, TOP 09, Strana zelených, ProOlomouc)“. Ve volbách v roce 2024 již nekandidovala.
Ve volbách do Senátu PČR v roce 2020 obhajovala mandát senátorky v obvodu č. 63 – Přerov za KDU-ČSL s podporou hnutí STAN, TOP 09 a Zelených. V prvním kole získala 26,81 % hlasů, a postoupila tak z 1. místa do druhého kola, v němž porazila kandidáta hnutí ANO 2011 Petra Vránu poměrem hlasů 55,90 % : 44,09 %, a zůstala tak senátorkou. Dne 11. listopadu 2020 byla navíc zvolena místopředsedkyní Senátu Parlamentu České republiky, když získala 65 ze 77 odevzdaných hlasů. Zvolena byla i v roce 2022, když dostala 63 hlasů z 80 odevzdaných.
V Senátu je členkou Senátorského klubu KDU-ČSL a nezávislí, Stálé komise Senátu VODA – SUCHO, Stálé komise Senátu pro Ústavu České republiky a parlamentní procedury a Stálé komise Senátu pro dohled nad veřejnými prostředky. Jitka Seitlová je rovněž místopředsedkyní Organizačního výboru a Podvýboru Organizačního výboru pro státní vyznamenání. Dne 30. října 2024 byla opět zvolena místopředsedkyní Senátu PČR, když získala v tajné volbě 62 hlasů od 79 přítomných senátorů.